# Archgoat
Archgoat — финская блэк-метал-группа, образованная в 1989 году в городе Турку братьями Пуолаканахо — вокалистом и бас-гитаристом Райнером (сценическое прозвище — Lord Angelslayer) и гитаристом Каем (Ritual Butcherer), на барабанах играл Blood Desecrator. Участники группы открыто поддерживают философию сатанизма и оккультизма, что передано в текстах их песен, которые также содержат антихристианские темы. Многие в шутку называют стиль Archgoat «Brutal Black Metal»

## История
Первая демозапись появилась в 1991 году и называлась Jesus Spawn. В 1992 году группа подписала контракт с Necropolis Records, а в 1993 году вышел их MLP Angelcunt (Tales of Desecration). Также, в 1993 году, Archgoat начали запись своего первого студийного альбома для Necropolis Records, но после некоторых разногласий с условиями лейбла, материал был удержан от масс, и в конце 1993 года группа решила уйти с коммерческой блэк-метал-сцены.
После этого у группы был большой перерыв: они не собирались вплоть до 2004 года. В этом году (2004) увидел свет материал группы, записанный в 1993 году в виде EP Angelslaying Black Fucking Metal, вышедшего на 7-дюймовой пластинке на Hammer of Hate Records. Состав был прежним, за исключением того, что Blood Desecator был заменён Leneth the Unholy Carnager в качестве сессионного барабанщика.
Первым живым выступлением группы за десять лет стал концерт в Коувола (Финляндия) 1 июля 2005 года.
Выполнив условия своей работы в рядах группы, Leneth the Unholy Carnager был заменён постоянным барабанщиком Sinister Karppinen.
Их первая пластинка Whore of Bethlehem вышла в сентябре 2005 года, а весной 2007 года они отправились в тур по Европе вместе с группой Black Witchery. Сплит Archgoat и Black Witchery с этого тура вышел в 2008 году под названием Desecration & Sodomy.
Их EP с названием Heavenly Vulva вышел в октябре 2011 года, следом, в январе 2015 года, Archgoat записали альбом, названный The Apocalyptic Triumphator.
В июле 2015 года было объявлено, что барабанщик Sinister Karppinen покинул группу, а ему на замену пришёл VnoM.
EP Eternal Damnation of Christ вышло ограниченной серией кассет, 250 копий, на лейбле InCoffin Productions 21 ноября 2017 года.
14 сентября 2018 года Archgoat выпустили альбом The Luciferian Crown на лейбле Debemur Morti Productions.
В 2019 году группа посещает крупные города в честь своего 30-летия, в их числе есть и Москва.

## Дискография

### Студийные альбомы
- Whore of Bethlehem (2006)
- The Light-Devouring Darkness (2009)
- The Apocalyptic Triumphator (2015)
- The Luciferian Crown (2018)
- Worship the Eternal Darkness (2021)

### EP
- Angelcunt (Tales of Desecration) (1993)
- Angelslaying Black Fucking Metal (2004)
- Heavenly Vulva (Christ’s Last Rites) (2011)
- Eternal Damnation of Christ (2017)
- All Christianity Ends (2022)

### Демо/Промо
- Jesus Spawn (1991)
- Penis Perversor (1993)

### Live-альбомы
- Desecration & Sodomy (с Black Witchery)[4]

### Сплит-альбомы
- Desecration & Sodomy (с Black Witchery)
- Messe Des Morts / Angel Cunt (1999) (с Beherit)
- Lux Satanae (Thirteen Hymns Of Finnish Devil Worship) (2015) (с Satanic Warmaster)

## Состав

### Текущий состав
- Angelslayer «Growls of the Fullmoon» — вокал, бас-гитара (1989—1993, 2004-настоящее время)
- Ritual Butcherer «Axe of Black Mass» — гитара (1989—1993, 2004-настоящее время), бас-гитара (2014—2015)
- Ристо «Diabolus Sylvarum» Суоми — клавишные
- Goat Aggressor — барабаны

### Бывшие участники
- Blood Desecrator «Bombardment» — барабаны (1989—1993)
- Sinister Karppinen — барабаны (2005—2015)

### Сессионные музыканты
- Leneth the Unholy Carnager — барабаны (2004—2005)
- Maggot Wrangler — барабаны (2015)